# XVI Cumbre de la Alianza del Pacífico
La XVI Cumbre de la Alianza del Pacífico se realizó el 26 de enero de 2022 en Bahía Málaga, Colombia.
En el evento participaron los presidentes de Chile, Sebastián Piñera; Colombia, Iván Duque, Perú, Pedro Castillo, y el Secretario de Relaciones Exteriores de México, Marcelo Ebrard. También participó en la cumbre el presidente de Ecuador, Guillermo Lasso.
El 24 de enero se inició la reunión del Grupo de Alto Nivel, integrado por los viceministros de Relaciones Exteriores y Comercio Exterior, en el Palacio de San Carlos; el 25 de enero se realizó el Consejo de Ministros.
Singapur oficializa su ingreso como Estado asociado a la Alianza del Pacífico.

## Presidentes

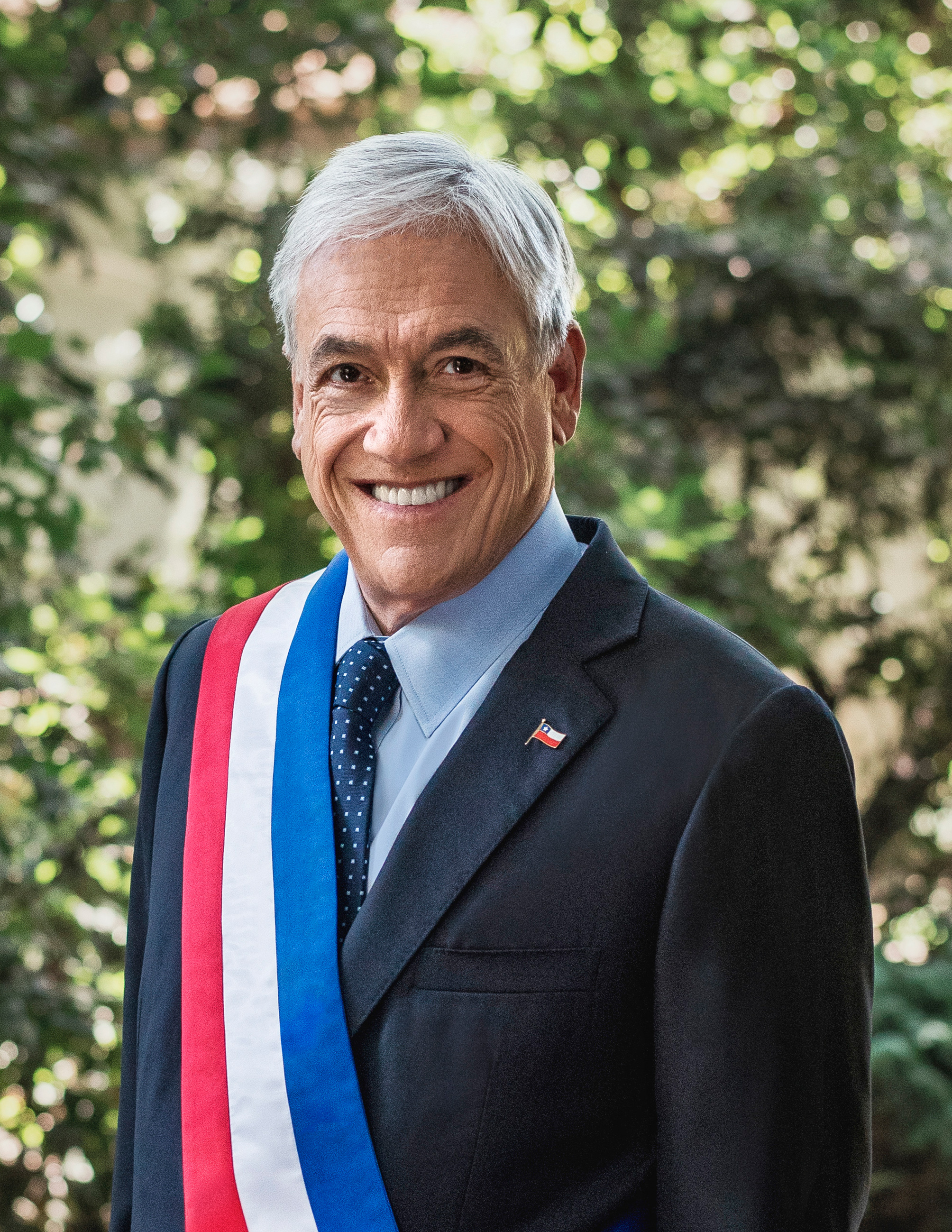
Presidente de Chile Sebastián Piñera
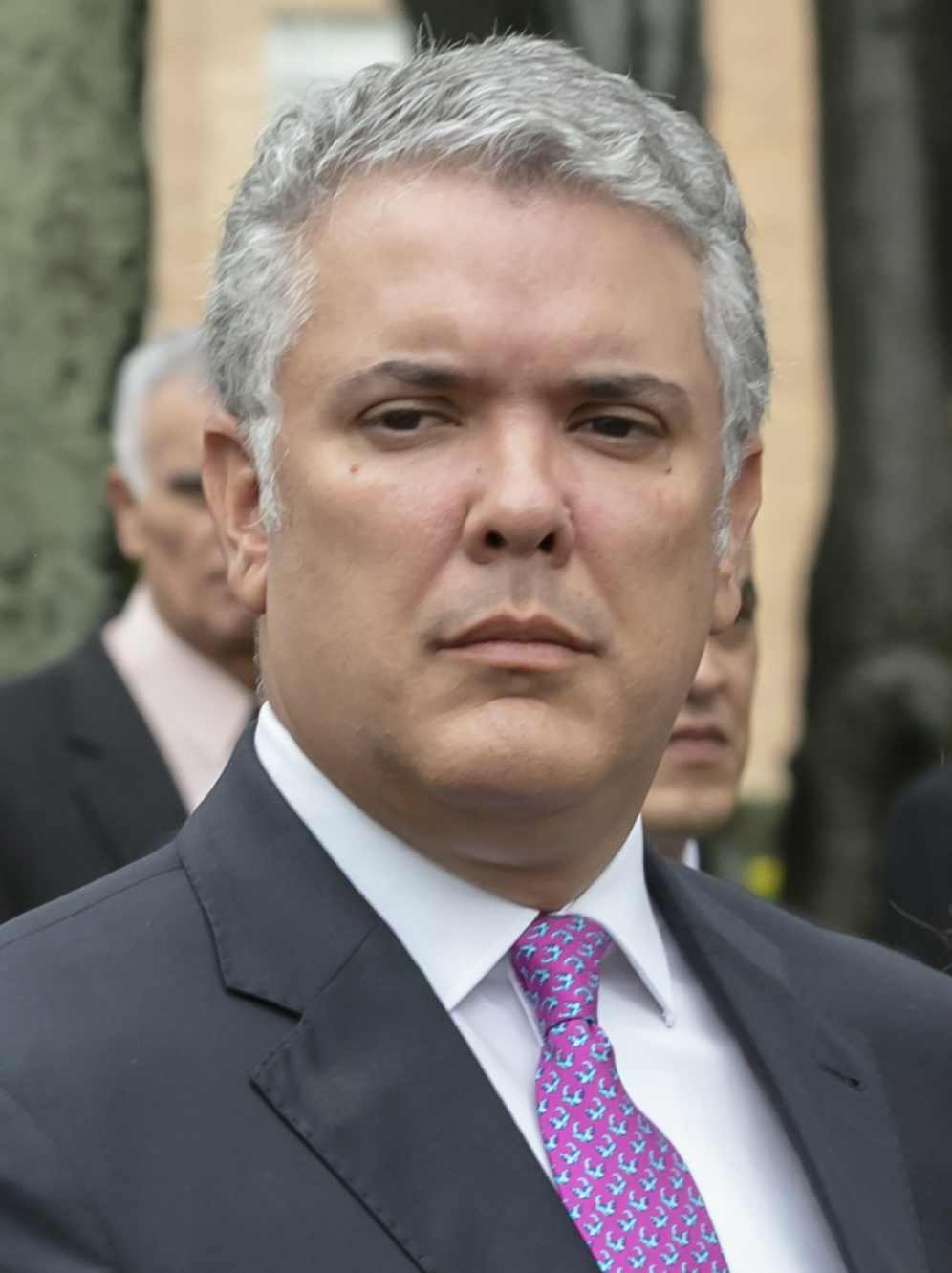
Presidente de Colombia Iván Duque Márquez
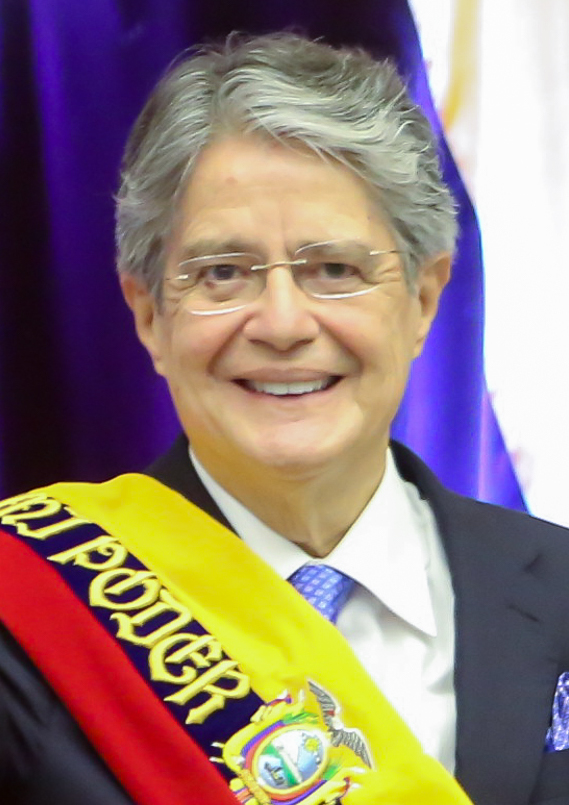
Presidente de Ecuador Guillermo Lasso
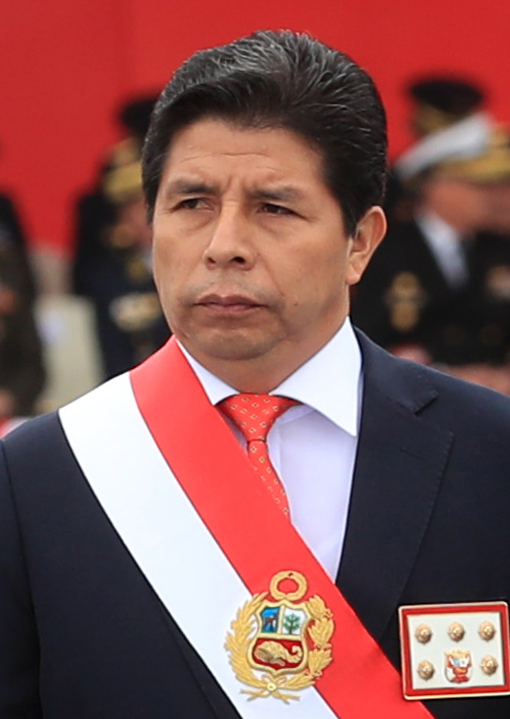
Presidente del Perú Pedro Castillo